# Гирей (Краснодарський край)
Гирей — селище міського типу в Гулькевицькому районі Краснодарського краю, Росія. Центр міського поселення. 
Населення —  6395 мешканців (2016).
Розташоване на лівому березі Кубані навпроти станиці Кавказької, на чотири км північно-західніше міста Гулькевичи. Залізнична станція Гірей на залізниці Кавказька (Кропоткін) — Армавір.
Цукровий завод ВАТ «Гирей Кубань сахар».